# Micrapemon majusculum
Micrapemon majusculum är en tvåvingeart som beskrevs av Edwards 1940. Micrapemon majusculum ingår i släktet Micrapemon och familjen platthornsmyggor. Inga underarter finns listade i Catalogue of Life.